# Ognolles
Ognolles – miejscowość i gmina we Francji, w regionie Hauts-de-France, w departamencie Oise.
Według danych na rok 1990 gminę zamieszkiwało 205 osób, a gęstość zaludnienia wynosiła 31 osób/km² (wśród 2293 gmin Pikardii Ognolles plasuje się na 793. miejscu pod względem liczby ludności, natomiast pod względem powierzchni na miejscu 723.).